# ムンディルファリ (衛星)
ムンディルファリ (Saturn XXV Mundilfari) は、土星の第25衛星である。逆行軌道で土星を公転する不規則衛星で、北欧群に属する。
2000年9月23日に、ブレット・J・グラドマンらの観測チームにより発見された。観測にはカナダ・フランス・ハワイ望遠鏡や 8 m 口径の反射望遠鏡VLT、パロマー天文台の 5 m 反射望遠鏡が用いられた。発見は同年12月7日に国際天文学連合のサーキュラーで公表され、S/2000 S 9 という仮符号が与えられた。
2003年8月8日に、北欧神話に登場する巨人ムンディルファリ（太陽の女神ソール (Sol) と月の神マーニ (Mani) の父）に因んで命名され、Saturn XXV という確定番号が与えられた。
アルベドを 0.06 と仮定すると、ムンディルファリは直径が 7 km と推定される。土星からの平均の軌道距離は 18,653,000 キロメートルほどであり、およそ 953 日かけて一周する。